# Медина, Хосе Мигель
Хосе Мигель Медина (исп. José Miguel Medina; 31 января 1916 год, Буэнос-Айрес, Аргентина — 7 марта 1990 года, Аргентина) — католический прелат, второй епископ Жужуя с 8 сентября 1965 года по 7 июля 1983 года, военный ординарий Аргентины с 30 марта 1982 года по 7 июля 1983 года.

## Биография
Родился 31 января 1916 года в семье испанских эмигрантов в Буэнос-Айресе, Аргентина. С 1928 года по 1939 год обучался в высшей духовной семинарии в Буэнос-Айресе. 17 декабря 1939 года был рукоположён в священники. Служил викарием в приходах Санта-Аны, Сан-Антонио, Сан-Хосе-де-Флорес-и-Монсеррат. Преподавал в Высшем институте религиозной культуры (Instituto Superior de Cultura Religiosa) и Национальной школе учителей (Escuela Nacional del Profesorado).
В 1962 году вступил в Мальтийский орден. С 1955 года — каноник кафедрального собора в Буэнос-Айресе. В 1956 году назначен канцлером архиепархии и секретарём архиепископа Фермина Эмилио Лафитте.
9 июня 1962 года Римский папа Иоанн XXIII назначил его вспомогательным епископом архиепархии Мендосы и титулярным епископом Термессуса. 12 августа 1962 года в соборе Пресвятой Девы Марии Лоретанской в городе Мендоса состоялось его рукоположение в епископы, которое совершил апостольский нунций в Аргентине и титулярный архиепископ Сида Умберто Моццони в сослужении с архиепископом Мендосы Адольфо Марией Бутелером и вспомогательным епископом Буэнос-Айреса, титулярным епископом Аугусты Антонио Роккой.
Участвовал в работе II и III сессий Второго Ватиканского собора.
8 сентября 1965 года Римский папа Павел VI назначил его епископом Жужуя. С 30 марта 1982 по 7 июля 1983 года — военный ординарий Аргентины.
7 июля 1983 года подал в отставку. Скончался 7 марта 1990 года.